# Colibrí inca de galons

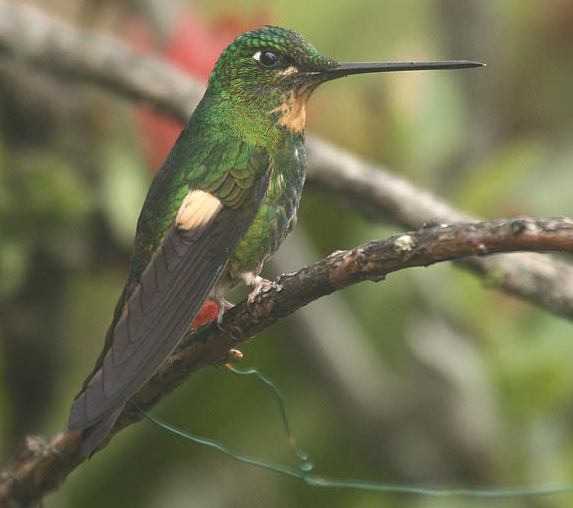
Femella

El colibrí inca de galons (Coeligena lutetiae) és una espècie d'ocell de la família dels troquílids (Trochilidae).

## Descripció
- Aquest ocell fa una llargària de 13,5 - 14 cm incloent el bec, d'uns 25 – 30 mm.
- El mascle té les ales negres amb una taca molt clara. Front i parts inferiors verd fosc. Taca porpra a la gola. Cua forcada negra.
- Femella similar al mascle amb barbeta, gola i taca alar vermellós clar. Color general verd. La cua verd bronzat.

## Hàbitat i distribució
Habita els boscos tropicals i subtropicals de muntanya, als Andes de Colòmbia, Equador i zona limítrofa del nord del Perú.

## Subespècies
S'han descrit dues subespècies:
- C. l. albimaculata Sánchez Osés, 2006. Nord-oest de l'Equador.
- C. l. lutetiae (Delattre et Bourcier, 1846). Des del centre de Colombia fins al sud de l'Equador i zona adjunta del nord de Perú.